# Prétorský palác (Koper)
Prétorský palác (slovinsky Pretorska palača, italsky Palazzo Pretorio) je historická budova v slovinském přístavním městě Koper. 
Budova v gotickém benátském slohu se nachází v samotném historickém centru města na Titově náměstí. Slouží jako radnice, jedná se zároveň o jednu z hlavních historických památek města.
Od roku 1254 je na centrálním koperském náměstí doložena existence budovy radnice. Po povstání v roce 1348 byl postaven nový palác. Jako nedokončený byl nicméně v roce 1380 zničen požárem, který v Koperu založili útočníci z Janovské republiky.
Stavba současné budovy byla zahájena v roce 1447 a mohla být dokončena kolem poloviny 16. století. Až do pádu Benátské republiky v roce 1797 byl palác sídlem správní moci. Poté, kdy vládu nad Koperem převzala Habsburská monarchie, sídlil starosta v paláci dell'Armeria. Ve 20. století, po osamostatnění Slovinska od Socialistické federativní republiky Jugoslávie, byly zahájeny restaurátorské práce, které probíhaly až do roku 2001 a umožnily návrat objektu pod město Koper.
Budova, která uzavírá jižní stranu Titova náměstí, je dvoupodlažní stavba se dvěma věžemi na každém konci. Na fasádě se nachází římská socha Kybelé, dále potom čtyři erby benátských starostů, nápisy a Marciánovi lvi. Cimbuří bylo přistavěno v roce 1664. Budova má vnější schodiště a sedm oblouků se lví tlamou, do nichž se kdysi vkládaly listy s anonymními stížnostmi na občany nebo úřady.